# エジプト航空
エジプト航空 （えじぷとこうくう、アラビア語: مصر للطيران; miṣr liṭ-ṭayarān, 英語: EgyptAir）はエジプトの国営航空会社。

## 概要
エジプト政府がオーナーのいわゆるフラッグ・キャリアである。アフリカで2番目に大きい航空会社でアラブ航空会社機構の加盟航空会社で創設メンバーである。2007年に75周年を迎えた。機体の垂直尾翼に描かれているのは古代エジプト天空の神ホルスで“安全な飛行を…”との願いが込められている。
航空券の座席予約システム（CRS）は、アマデウスITグループが運営するアマデウスを利用している。

## 歴史
- 1932年 - カイロを本拠地とする「ミスル・エアワーク」として設立、これは世界で7番目の長い歴史を持つ航空会社である。
- 1958年 - エジプトとシリアの合併により「アラブ連合航空（ユナイテッド・アラブ航空）」に変更、1961年に両国が分裂したが社名は継続され、1971年現社名に変更した。
- 1982年 - アラブ諸国で唯一（エジプトは現在イスラエルと国交を持っている）のイスラエル路線として、カイロ - テルアビブ線の運航を開始した。この路線は他のアラブ国家からの非難を避けるため、子会社のエアシナイを設立し、運航する形態をとっている。（現在は便名の付与と機材のみ残し、エジプト航空による運航）
- 2003年 - カイロ航空の最大株主となって、同社を実質子会社化した。
- 2004年 - 貨物航空会社のエジプト航空カーゴを、2006年にはコミューター航空会社のエジプト航空エクスプレスを子会社として設立した。
- 2007年10月16日 - 航空連盟のスターアライアンスに加盟することを表明し、2008年7月11日に正式加盟。
- 2008年5月 - エジプト航空は航空機の新塗装を発表。機体には天空の神ホルスが描かれる。
- 2009年4月27日 - カイロ国際空港に第3ターミナルがオープンし、スターアライアンス加盟航空会社が集結することになった。
- 2020年以降、新型コロナウイルス感染症の影響により、多くの定期便が運休、減便、経路変更となっている。

## 日本との関係

### 日本への運航路線
| 便名      | 路線   | 路線      | 機材            | コード シェア |
| --------- | ------ | --------- | --------------- | ------------- |
| MS964/965 | カイロ | 東京/成田 | ボーイング787-9 | なし          |

ターキッシュエアラインズの成田-イスタンブール線でも、コードシェアで乗り入れている。

### 日本との歴史
- 1962年5月20日、カイロからB707にて南廻りで羽田空港へ定期便の運航を開始。日本とアフリカ大陸が初めて結ばれた[3]。
- 1994年、関西国際空港開港に伴い、関西-カイロの直行便を開設[4]。
- 2004年、成田-カイロの直行便を開設[4]。
- 2011年2月に、政変をうけ、直行便の運航を停止した。
- 2012年4月、成田線が週2便で再開12月には、関空線を週2便で再開[5]。
- 2013年7月14日から、成田-カイロ線を運休。外務省が安全情報を発出し、需要が低下した[6]。
- 2013年10月24日より、大阪/関西-カイロ線を運休。
- 2016年11月20日より、カイロ-関西-成田-ルクソールの航路で定期チャーター便を運航。
- 2017年10月29日、週1便で成田-カイロ線の運航再開[7]。使用機材はボーイング777-300ER。
- 2018年12月6日から、成田-カイロ線を週1便から週2便に増便。
- 2019年12月25日から、成田-カイロ線を週2便から週3便に増便。
- 2020年3月19日より、新型コロナウイルス対策のため、エジプト政府が国際線の発着を禁止したことを受け、成田線を運休。
- 2023年9月13日から、成田-カイロ線を週2便で再開予定だったが、就航日を28日に延期し週1便で再開した。また、使用機材もボーイング777-300ER型機の予定から、ボーイング787-9型機に変更となった[8]。
- 2025年10月3日より、成田-カイロ線を週1便から週2便に増便予定[9]。

## サービス
エジプトは国教をイスラム教と定めているため、機内食では豚肉は使われない。また、アルコール飲料も提供されないが、機内への持ち込みは可能である。国際線、国内線ともにはホルスクラス(ビジネスクラス)、エコノミークラスの2クラス制である。

## 就航都市
|                | 国               | 都市                                                                                       |
| -------------- | ---------------- | ------------------------------------------------------------------------------------------ |
| ア フ リ カ    | エジプト         | ハブ空港：カイロ                                                                           |
| ア フ リ カ    | エジプト         | 焦点空港：ボーグ・エル・アラブ、フルガダ、ルクソール、シャルム・エル・シェイク             |
| ア フ リ カ    | エジプト         | マルサアラム、アブシンベル、アスワン                                                       |
| ア フ リ カ    | ソマリア         | モガディッシュ                                                                             |
| ア フ リ カ    | ガーナ           | アクラ                                                                                     |
| ア フ リ カ    | シエラレオネ     | フリータウン                                                                               |
| ア フ リ カ    | マリ             | バナコ                                                                                     |
| ア フ リ カ    | モロッコ         | カザブランカ                                                                               |
| ア フ リ カ    | リビア           | トリポリ、ベンガジ、ミスラタ                                                               |
| ア フ リ カ    | ケニア           | ナイロビ                                                                                   |
| ア フ リ カ    | スーダン         | ポートスーダン                                                                             |
| ア フ リ カ    | ウガンダ         | カンパラ                                                                                   |
| ア フ リ カ    | タンザニア       | ダルエスサラーム                                                                           |
| ア フ リ カ    | チュニジア       | チュニス                                                                                   |
| ア フ リ カ    | モーリタニア     | ヌアクショット                                                                             |
| ア フ リ カ    | チャド           | ンジャメナ                                                                                 |
| ア フ リ カ    | ルワンダ         | キガリ                                                                                     |
| ア フ リ カ    | ナイジェリア     | カノ、ラゴス、アブジャ                                                                     |
| ア フ リ カ    | アルジェリア     | アルジェ                                                                                   |
| ア フ リ カ    | ジブチ           | ジブチ                                                                                     |
| ア フ リ カ    | カメルーン       | ドゥアラ                                                                                   |
| ア フ リ カ    | コートジボワール | アビジャン                                                                                 |
| ア フ リ カ    | エリトリア       | アスマラ                                                                                   |
| ア フ リ カ    | エチオピア       | アディスアベバ                                                                             |
| ア フ リ カ    | コンゴ民主共和国 | キンシャサ                                                                                 |
| ア フ リ カ    | 南アフリカ共和国 | ヨハネスブルグ                                                                             |
| ア フ リ カ    | 南スーダン       | ジュバ                                                                                     |
| 中 東          | サウジアラビア   | ダンマン、リヤド、ジェッダ、マディーナ、ダンマン、ブライダフ、ヤンブー、ターイフ、タブーク |
| 中 東          | クウェート       | クウェート                                                                                 |
| 中 東          | イスラエル       | テルアビブ                                                                                 |
| 中 東          | アラブ首長国連邦 | ドバイ、アブダビ、シャールジャ                                                             |
| 中 東          | オマーン         | マスカット、サラーラ                                                                       |
| 中 東          | レバノン         | ベイルート                                                                                 |
| 中 東          | ヨルダン         | アンマン                                                                                   |
| 中 東          | イラク           | バグダッド、アルビル                                                                       |
| 中 東          | バーレーン       | バーレーン                                                                                 |
| 中 東          | カタール         | ドーハ                                                                                     |
| ヨ ー ロ ッ パ | イギリス         | ロンドン/ヒースロー、マンチェスター                                                        |
| ヨ ー ロ ッ パ | フランス         | パリ/シャルル・ド・ゴール                                                                  |
| ヨ ー ロ ッ パ | イタリア         | ローマ/フィウミチーノ、ミラノ                                                              |
| ヨ ー ロ ッ パ | スペイン         | マドリード、バルセロナ                                                                     |
| ヨ ー ロ ッ パ | アイルランド     | ダブリン                                                                                   |
| ヨ ー ロ ッ パ | キプロス         | ラルナカ                                                                                   |
| ヨ ー ロ ッ パ | ハンガリー       | ブダペスト                                                                                 |
| ヨ ー ロ ッ パ | ベルギー         | ブリュッセル                                                                               |
| ヨ ー ロ ッ パ | オーストリア     | ウィーン                                                                                   |
| ヨ ー ロ ッ パ | スイス           | ジュネーヴ、チューリッヒ                                                                   |
| ヨ ー ロ ッ パ | ロシア           | モスクワ/ドモジェドヴォ                                                                    |
| ヨ ー ロ ッ パ | オランダ         | アムステルダム                                                                             |
| ヨ ー ロ ッ パ | ギリシャ         | アテネ                                                                                     |
| ヨ ー ロ ッ パ | デンマーク       | コペンハーゲン                                                                             |
| ヨ ー ロ ッ パ | チェコ           | プラハ                                                                                     |
| ヨ ー ロ ッ パ | ドイツ           | フランクフルト、ミュンヘン、デュッセルドルフ、ベルリン                                     |
| ヨ ー ロ ッ パ | トルコ           | イスタンブール                                                                             |
| 北 米          | アメリカ合衆国   | ニューヨーク/JFK、ニューアーク、ワシントン/ダレス                                          |
| 北 米          | カナダ           | トロント                                                                                   |
| ア ジ ア       | 中国             | 北京/首都、上海/浦東、広州、杭州                                                           |
| ア ジ ア       | 日本             | 東京/成田                                                                                  |
| ア ジ ア       | インド           | デリー、ムンバイ                                                                           |
| ア ジ ア       | インドネシア     | ジャカルタ                                                                                 |
| ア ジ ア       | バングラデシュ   | ダッカ                                                                                     |

## 機材

### 保有機材
| 機材                 | 発注数 | 運用数 | 座席数 | 座席数 | 座席数 | 備考                               |
| 機材                 | 発注数 | 運用数 | C      | Y      | 合計   | 備考                               |
| -------------------- | ------ | ------ | ------ | ------ | ------ | ---------------------------------- |
| エアバスA320neo      | 8      | -      | 16     | 126    | 142    |                                    |
| エアバスA321neo      | 7      | -      | 16     | 166    | 182    |                                    |
| エアバスA330-200     | 4      | 1      | 24     | 244    | 268    |                                    |
| エアバスA330-300     | 4      | -      | 36     | 265    | 301    |                                    |
| エアバスA350-900     | -      | 16     | 未定   | 未定   | 未定   | 2025年より納入予定                 |
| ボーイング737-800    | 30     | -      | 24     | 120    | 144    |                                    |
| ボーイング737-800    | 30     | -      | 16     | 138    | 154    |                                    |
| ボーイング737-8 MAX  | -      | 18     | 未定   | 未定   | 未定   | ALCによるリース 2025年より納入予定 |
| ボーイング777-300ER  | 5      | -      | 49     | 297    | 346    |                                    |
| ボーイング787-9      | 8      | -      | 30     | 279    | 309    |                                    |
| エジプト航空カーゴ   |        |        |        |        |        |                                    |
| エアバスA330-200P2F  | 3      | -      | 貨物   | 貨物   | 貨物   |                                    |
| ボーイング 737-800SF | 1      | -      | 貨物   | 貨物   | 貨物   |                                    |
| 計                   | 71     | 35     |        |        |        |                                    |

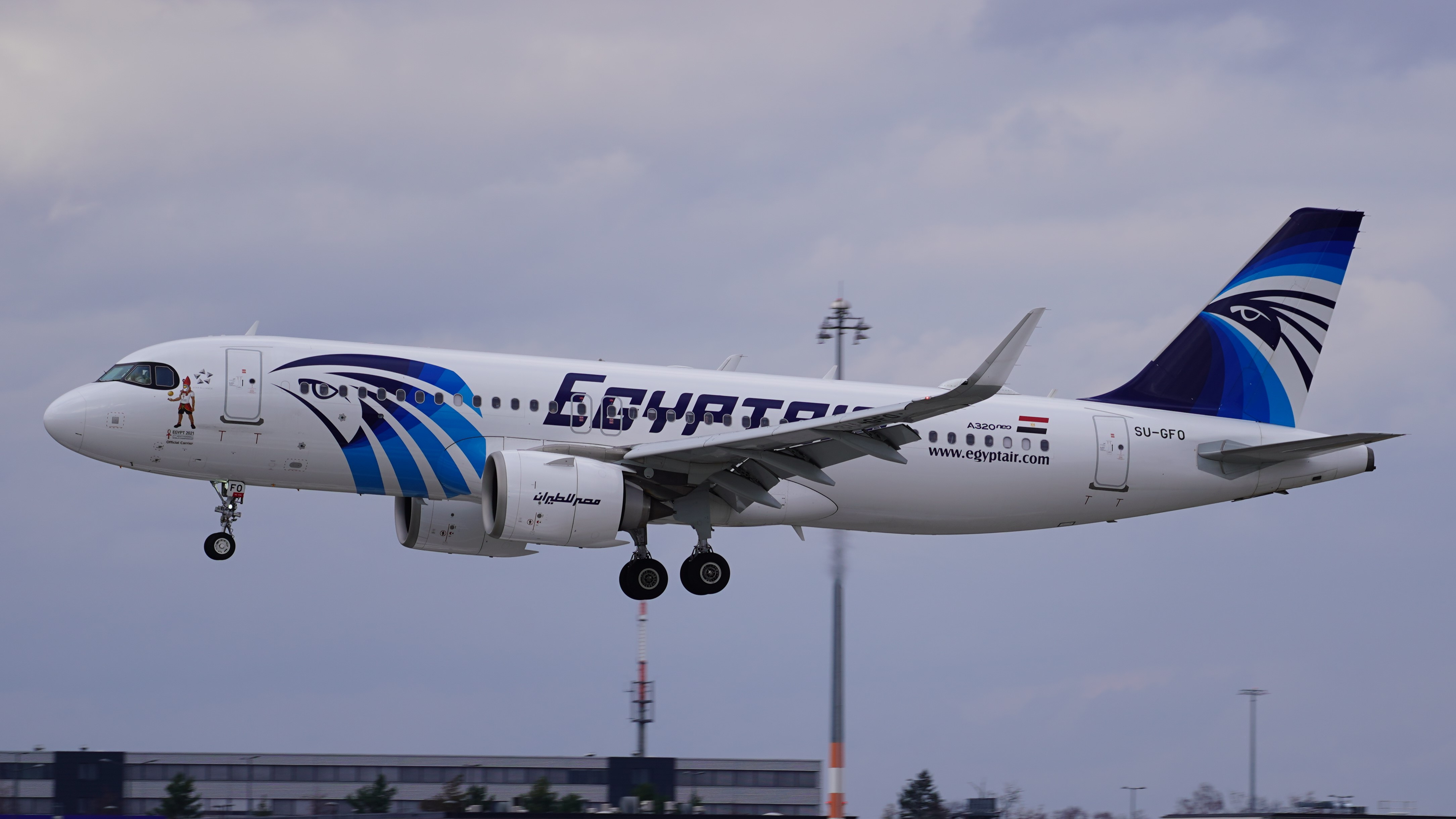
エアバスA320neo
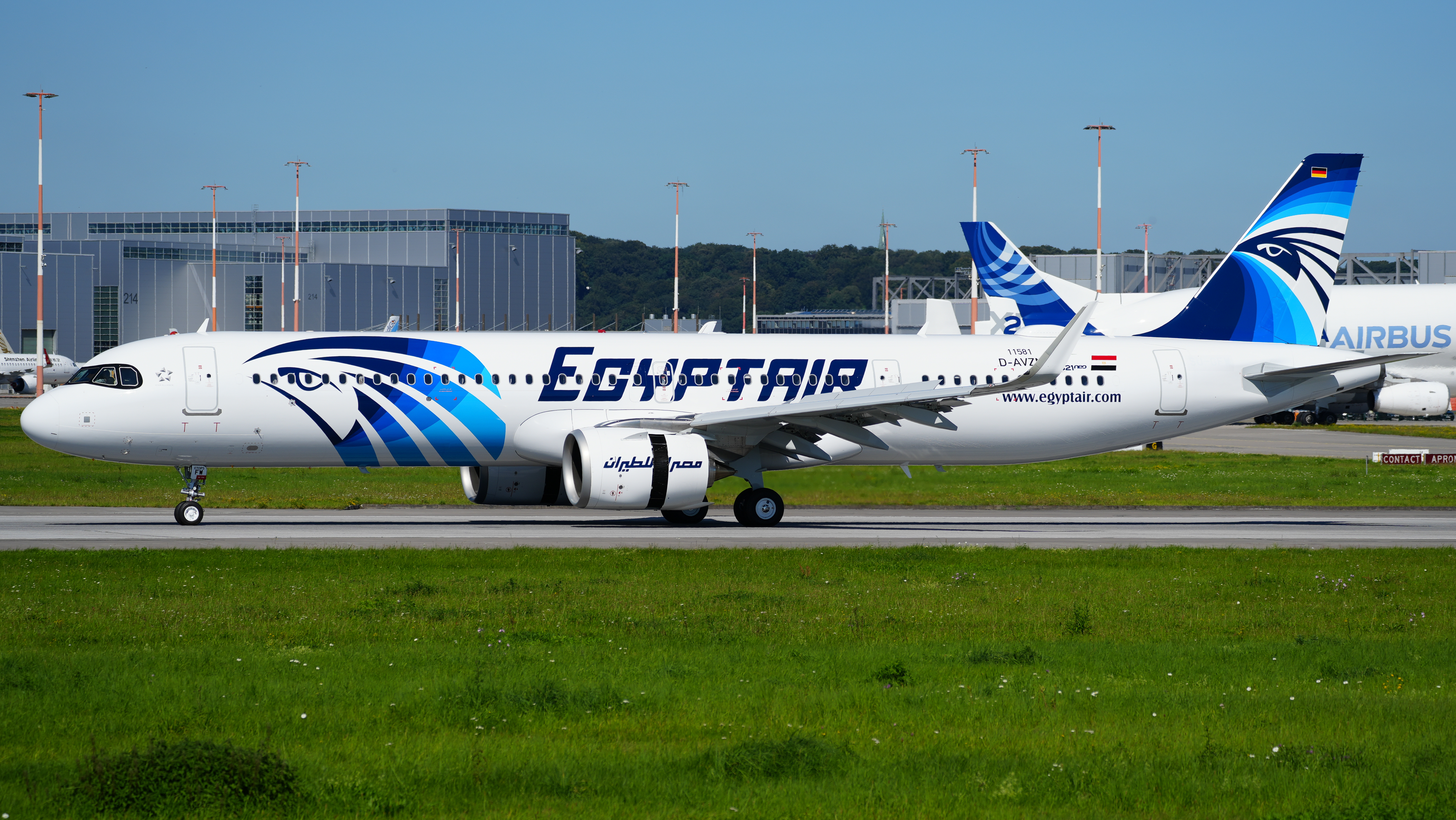
エアバスA321neo
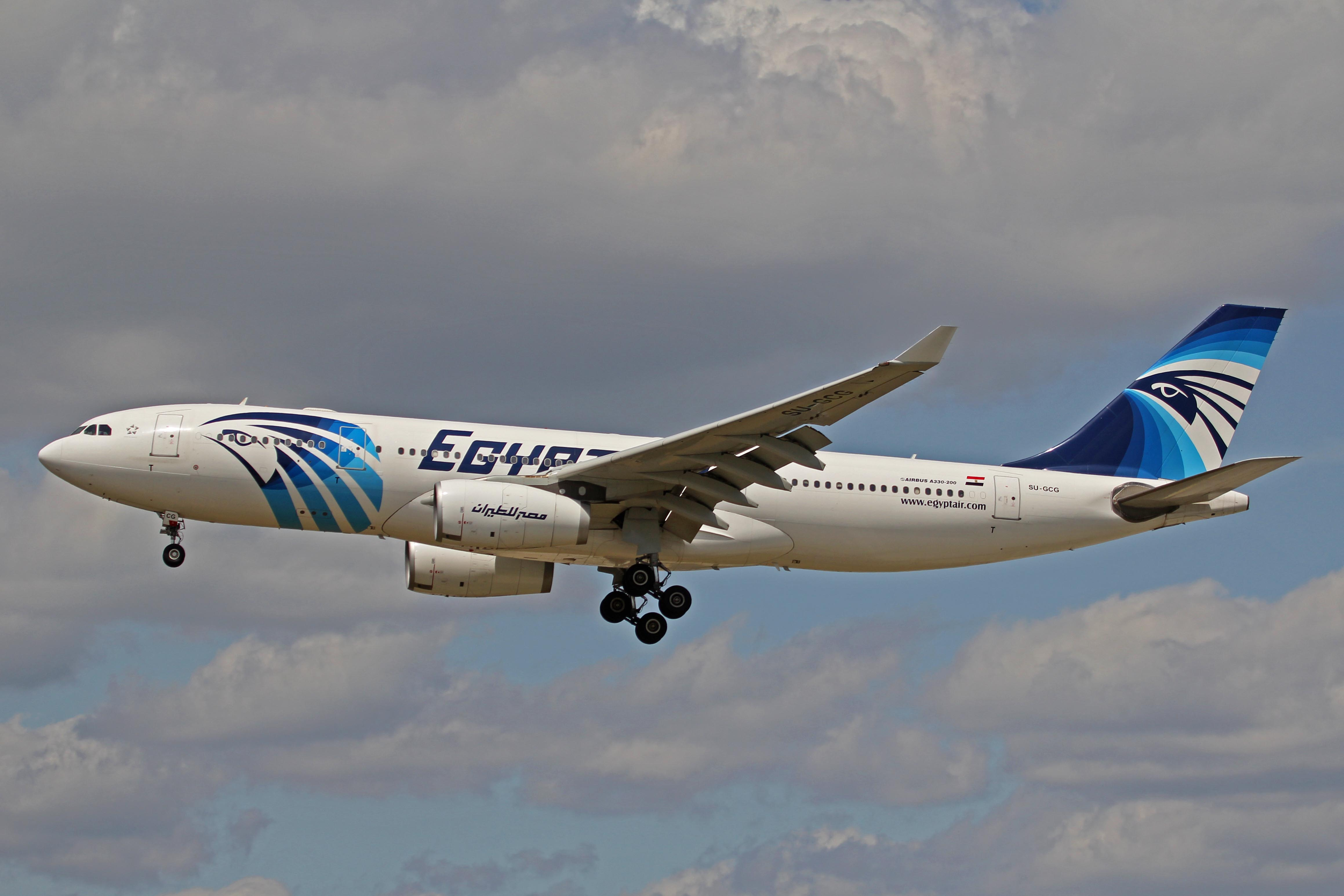
エアバスA330-200
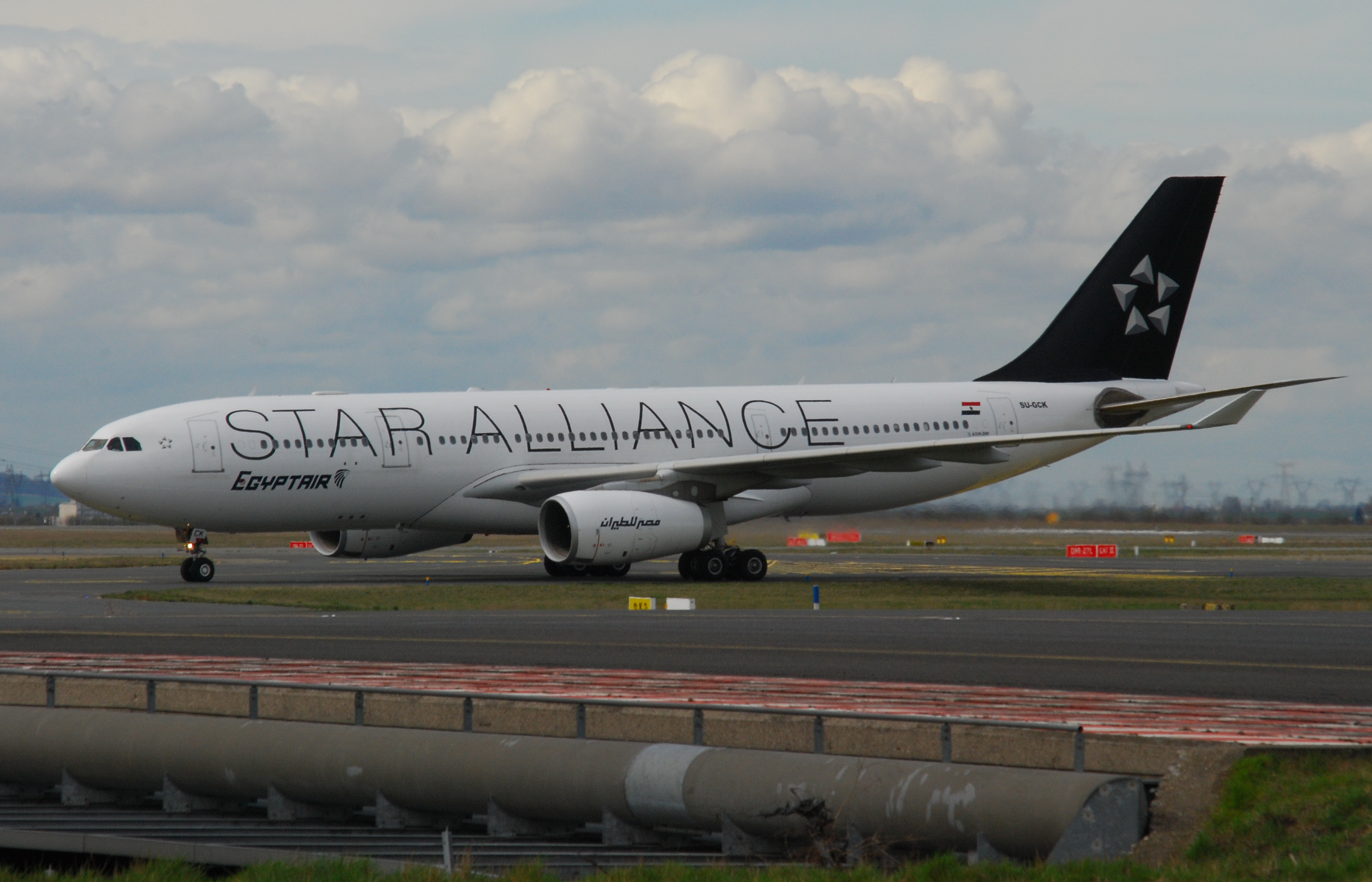
エアバスA330-200（スターアライアンス塗装）
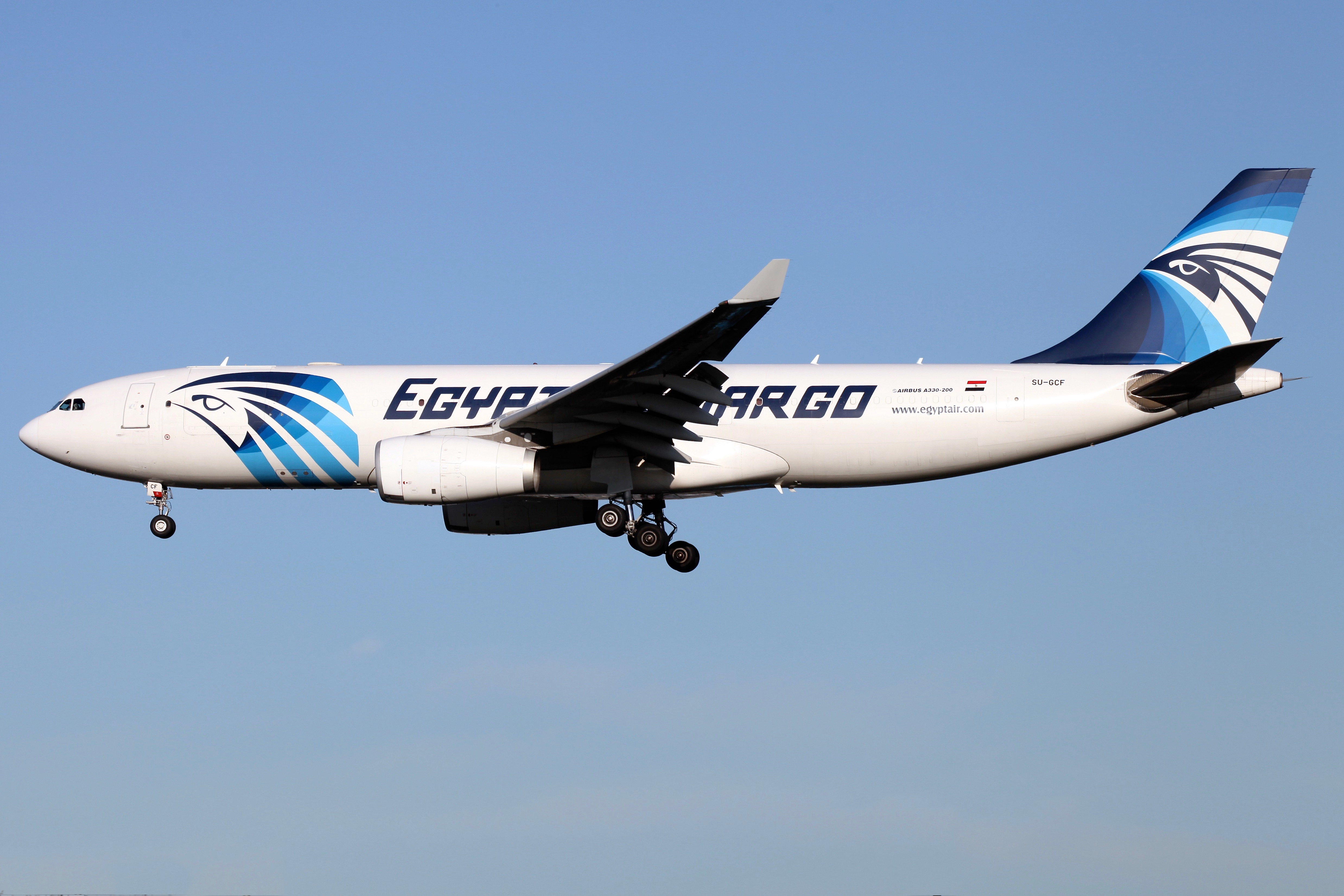
エアバスA330-200P2F
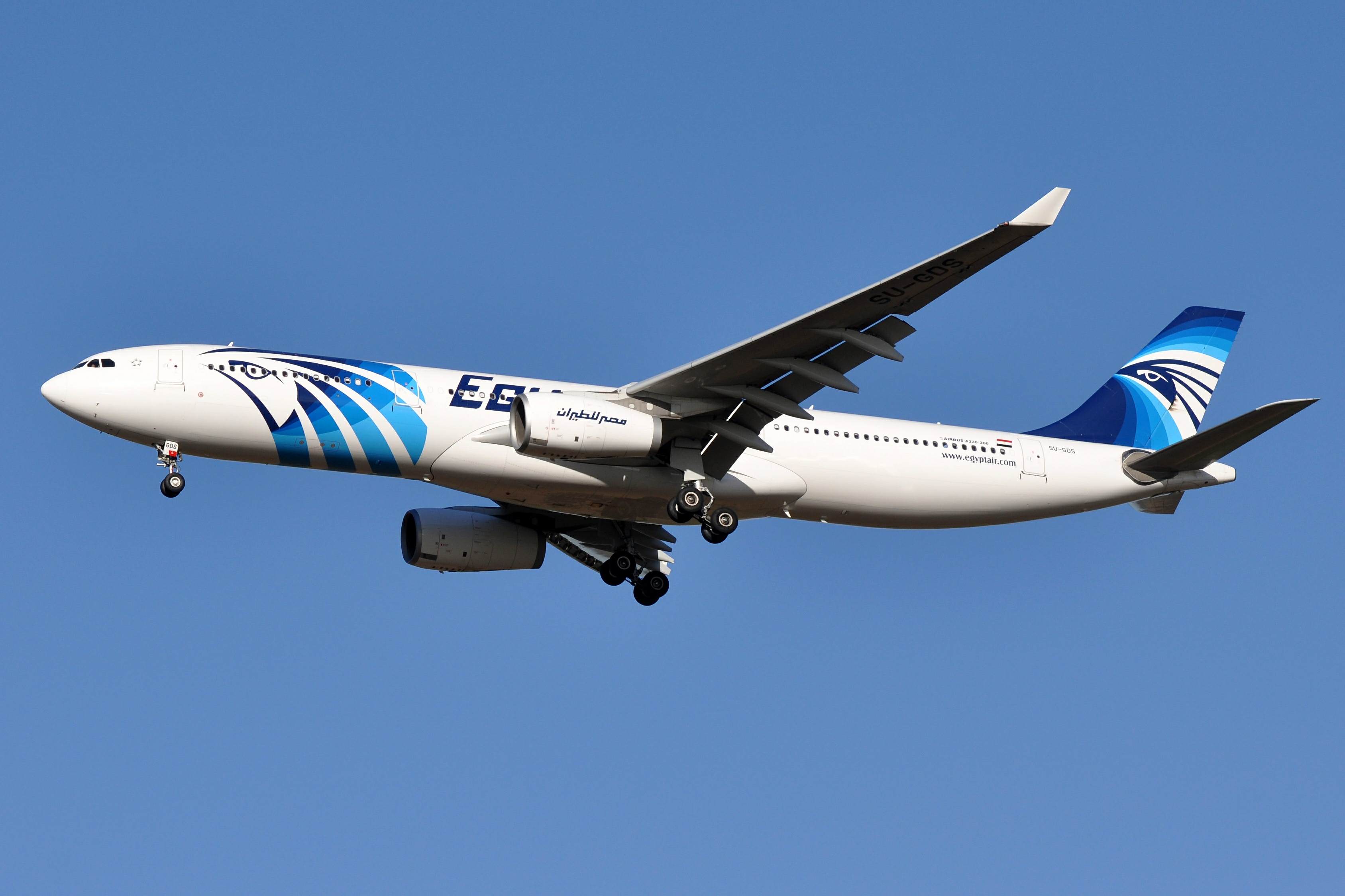
エアバスA330-300
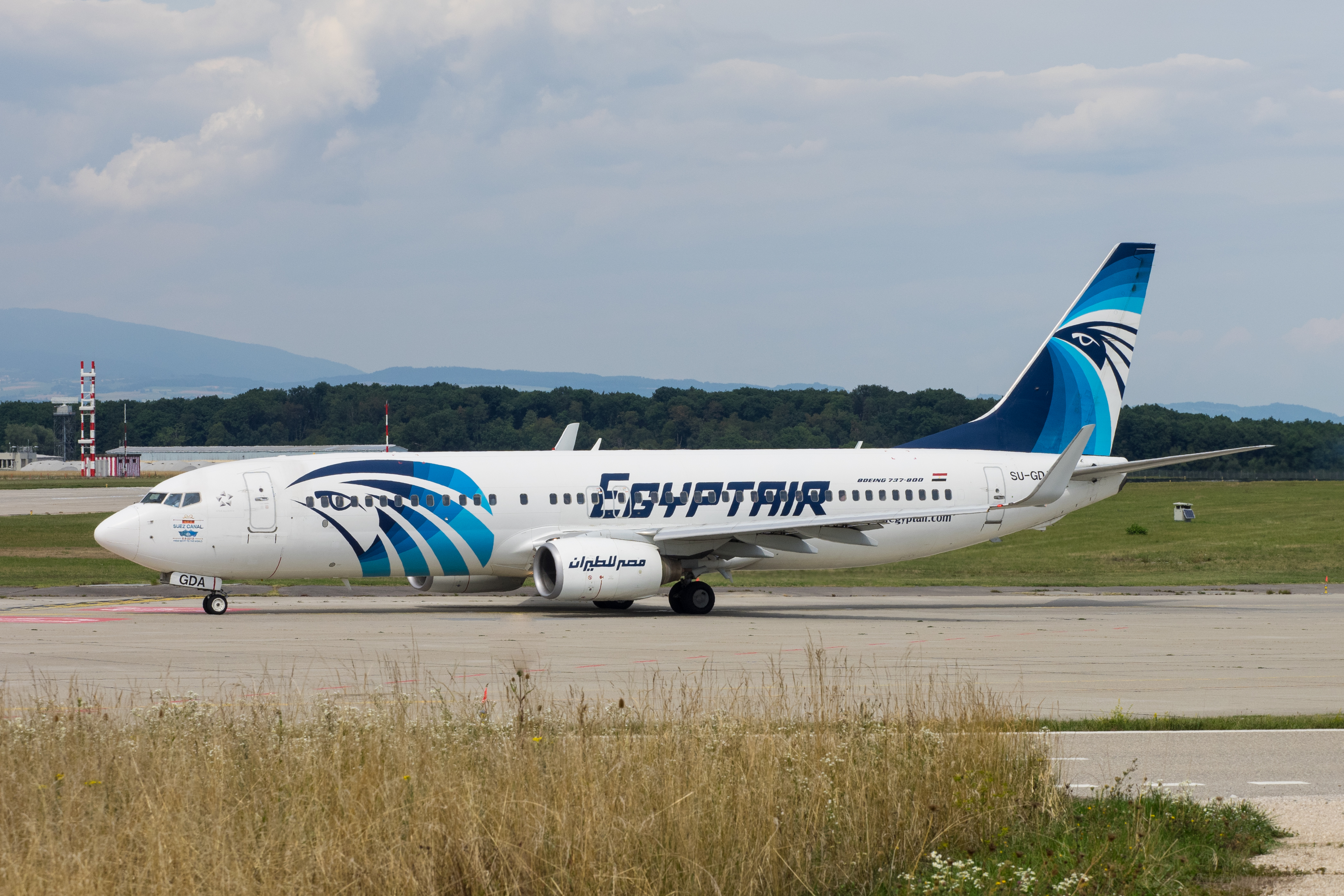
ボーイング737-800
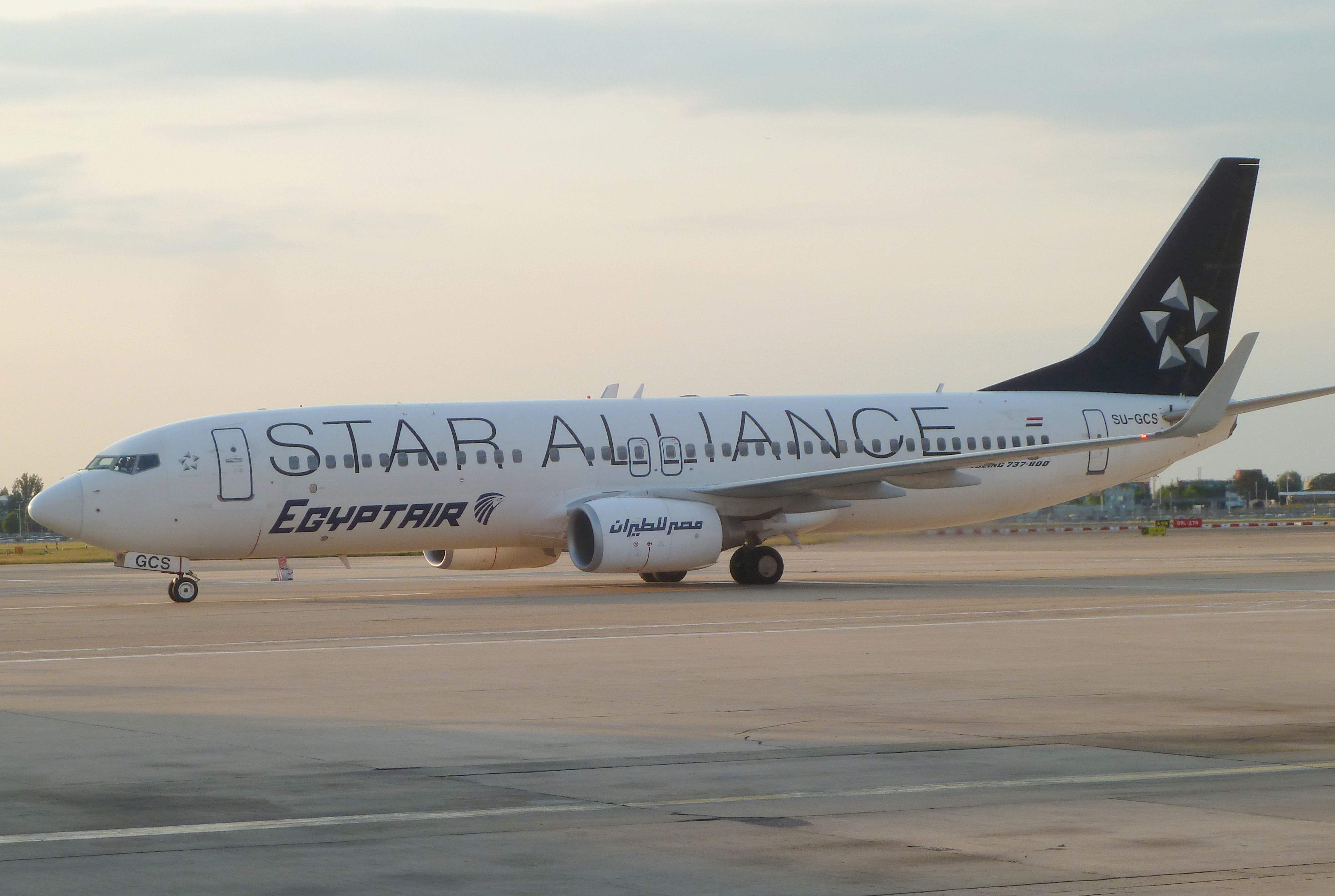
ボーイング737-800（スターアライアンス塗装）
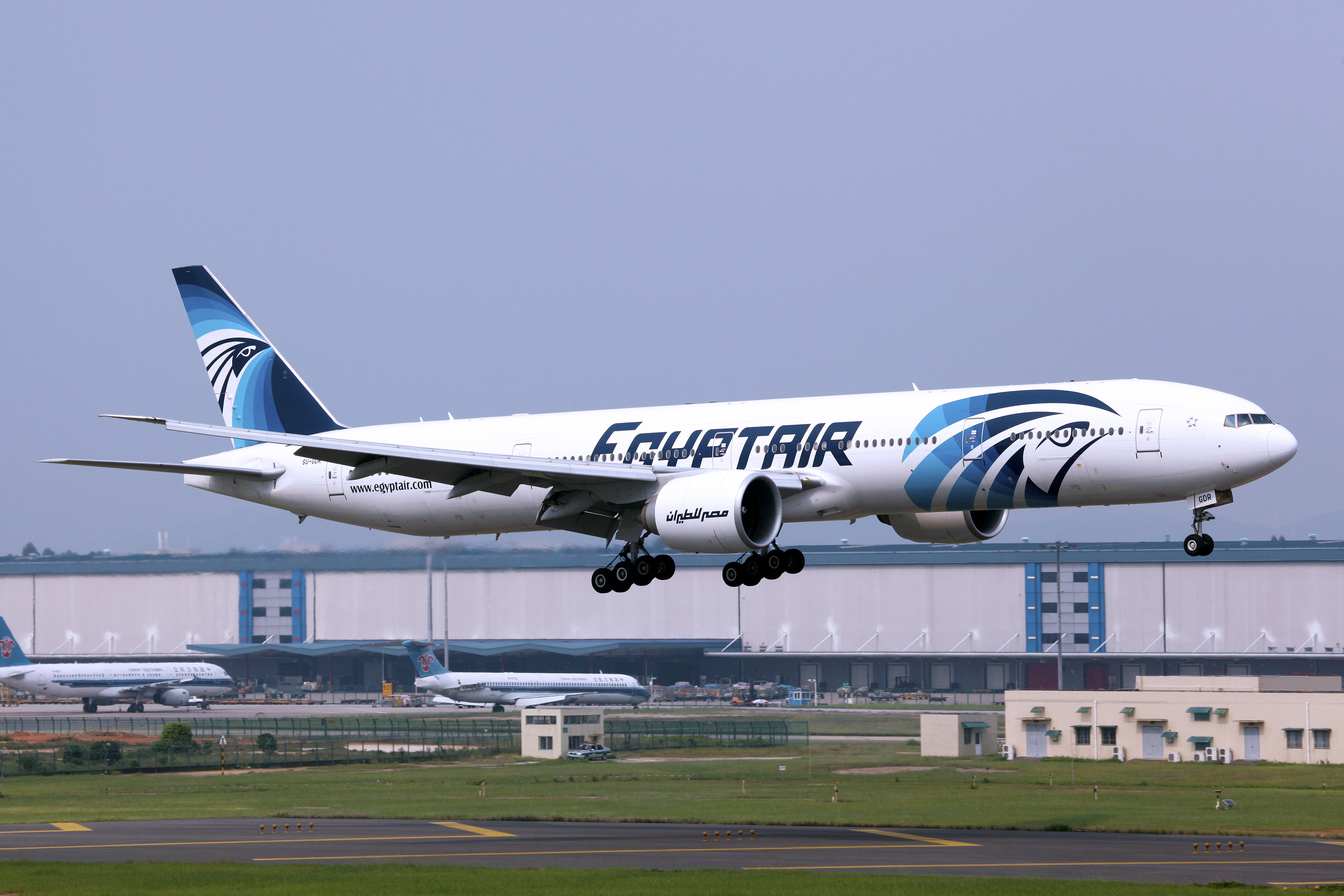
ボーイング777-300ER
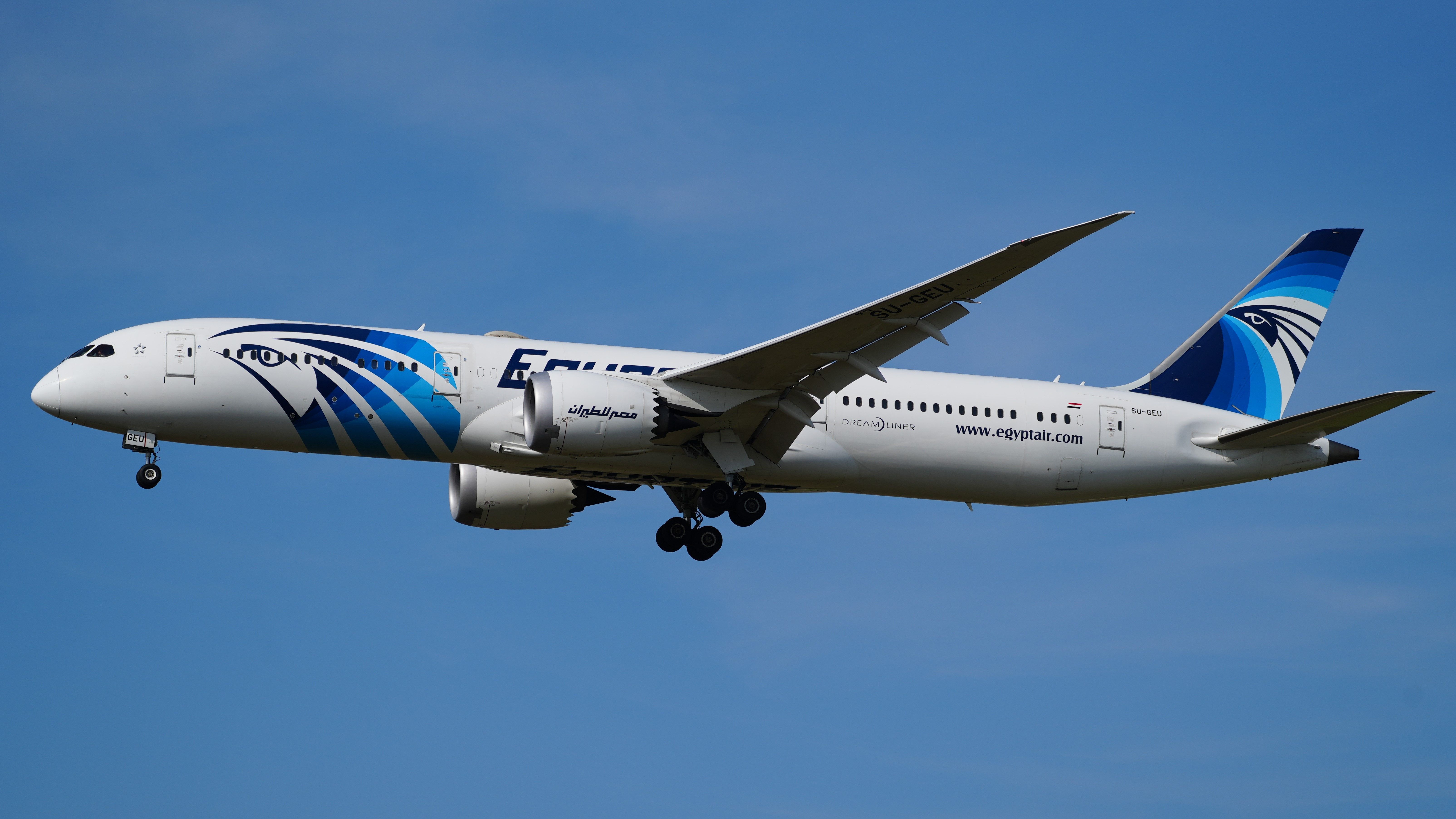
ボーイング787-9

### 退役機材
- エアバスA300B4
- エアバスA300-600
- エアバスA220-300
- エアバスA320-200
- エアバスA321-200
- エアバスA340-200/300
- ATR 42-500
- ボーイング720
- ボーイング737-200
- ボーイング737-500
- ボーイング747-100/200B/200M
- ボーイング747-300M
- ボーイング767-200ER/300ER
- ボーイング777-200ER
- ダグラス DC-8-20/30/62
- エンブラエル 170
- イリューシン Il-62
- ロッキード L-1011 トライスター
- マクドネル・ダグラス DC-9-30
- ツポレフ Tu-154

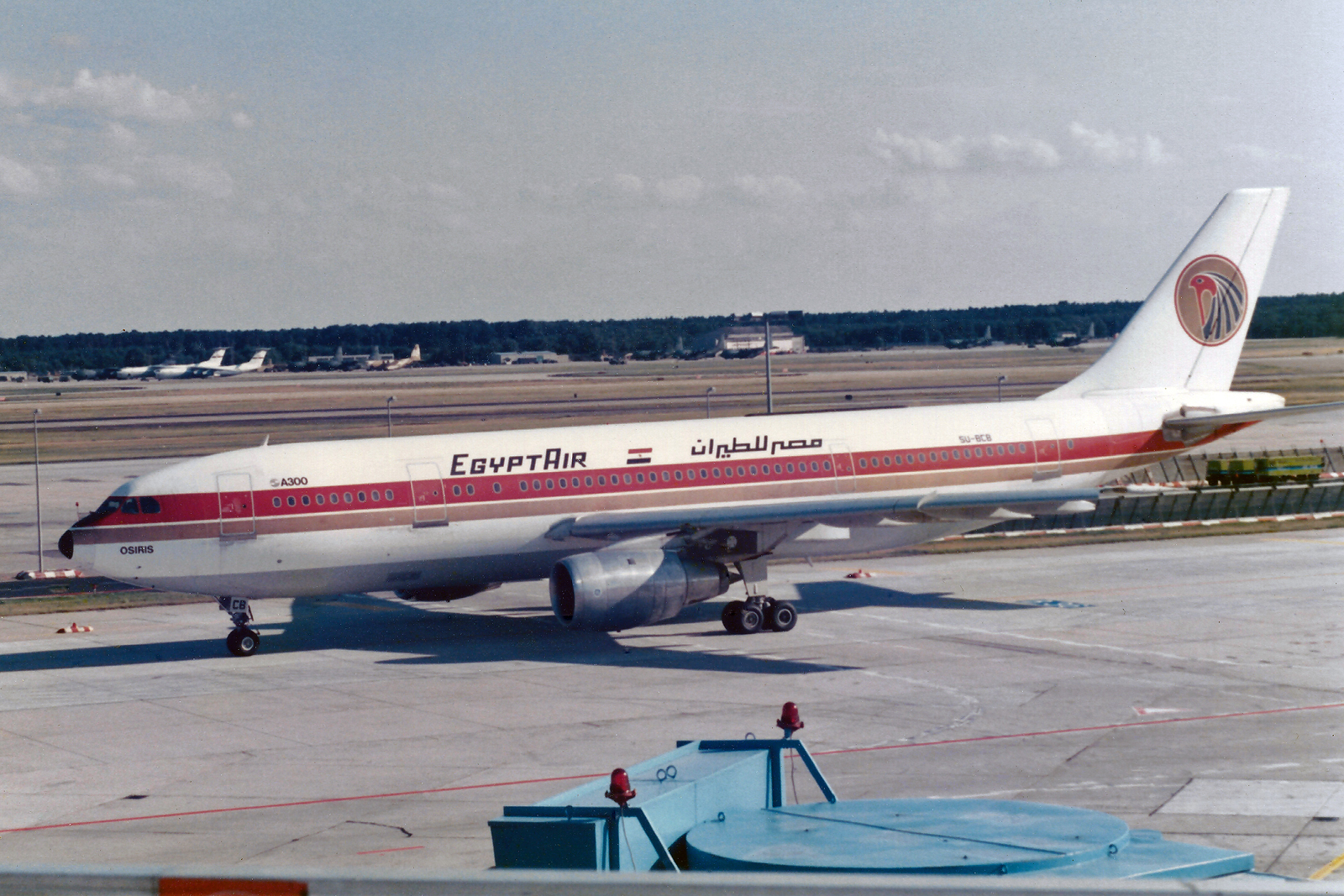
エアバスA300B4-200
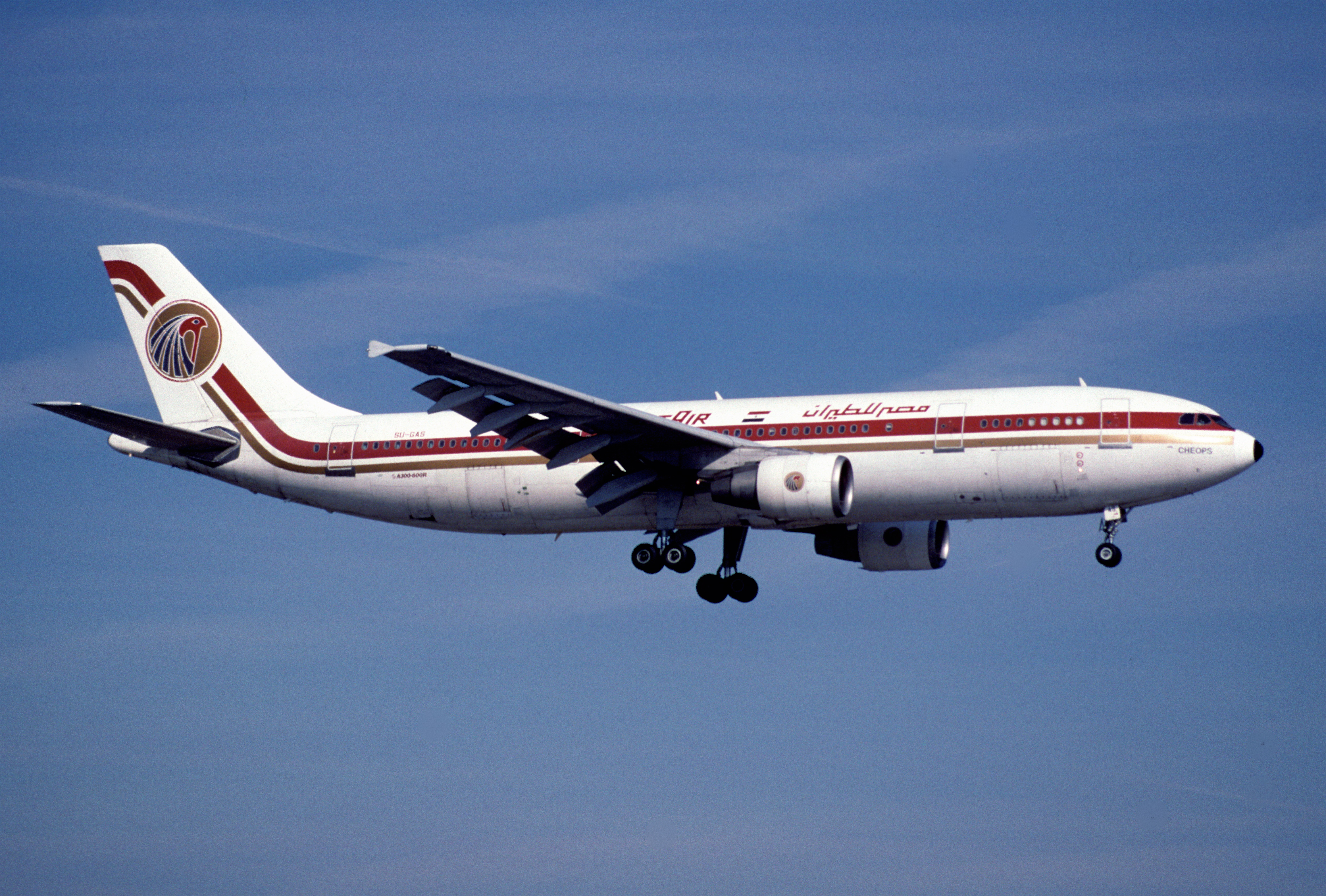
エアバスA300-600R
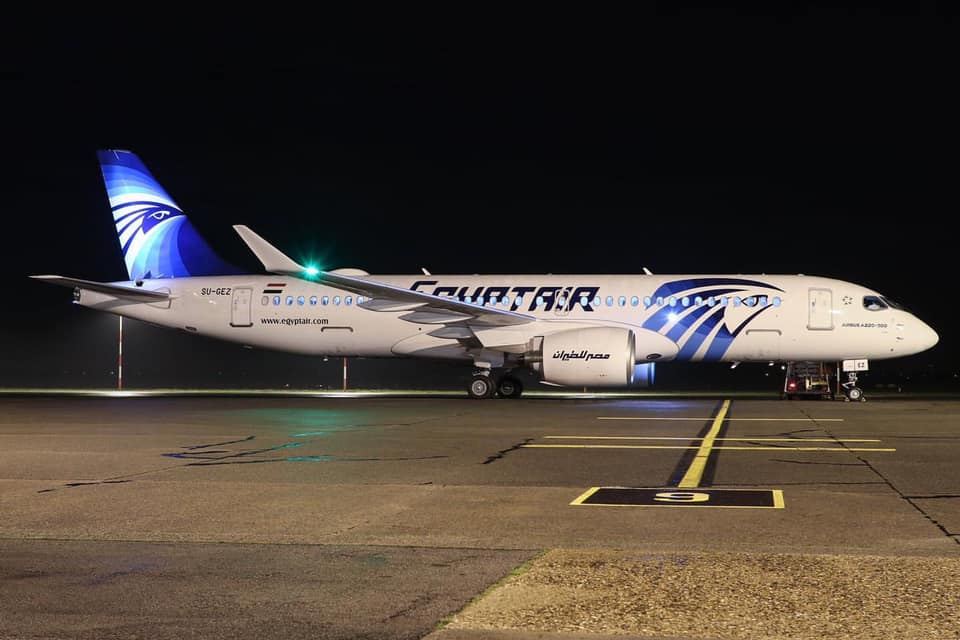
エアバスA220-300
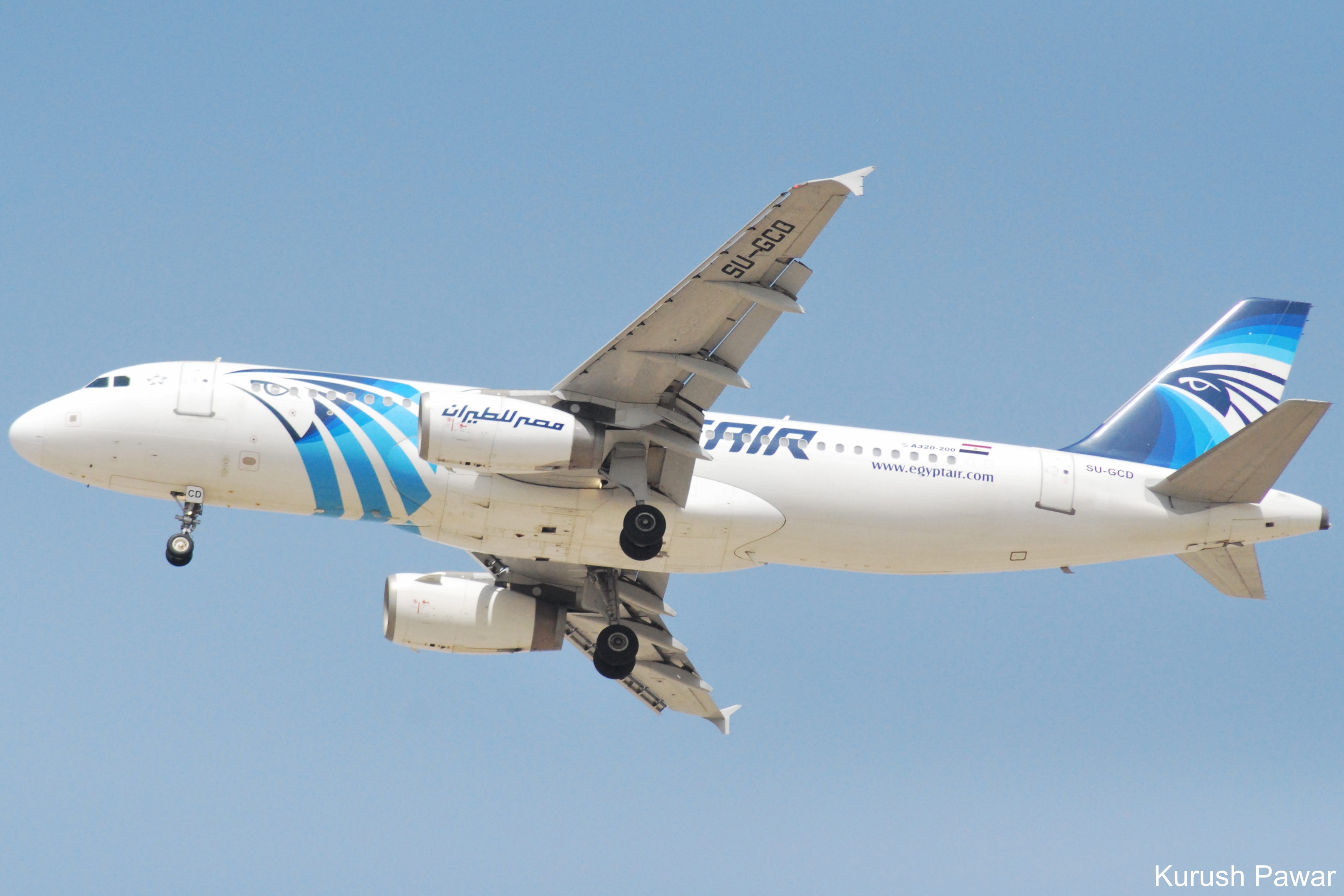
エアバスA320-200
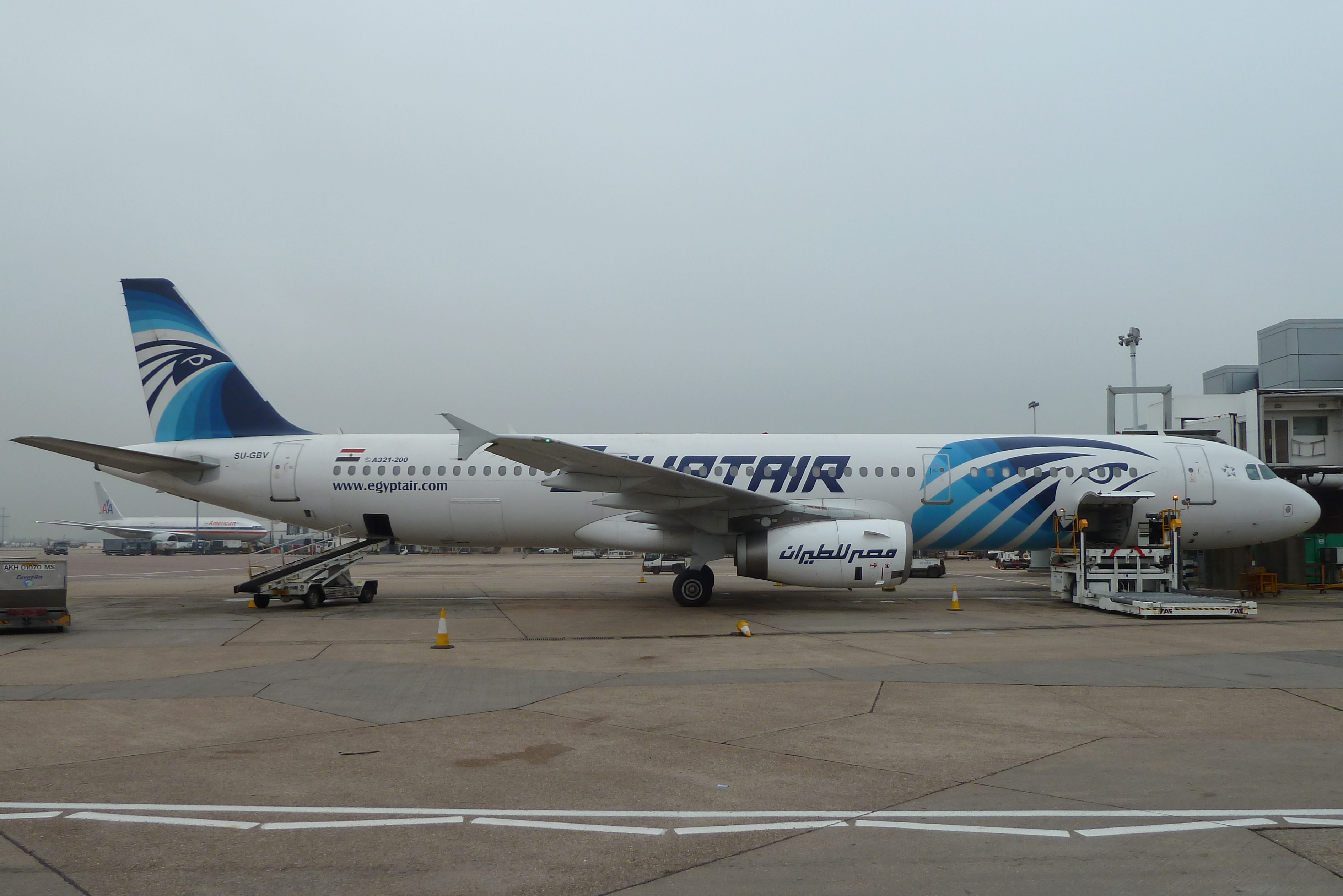
エアバスA321-200
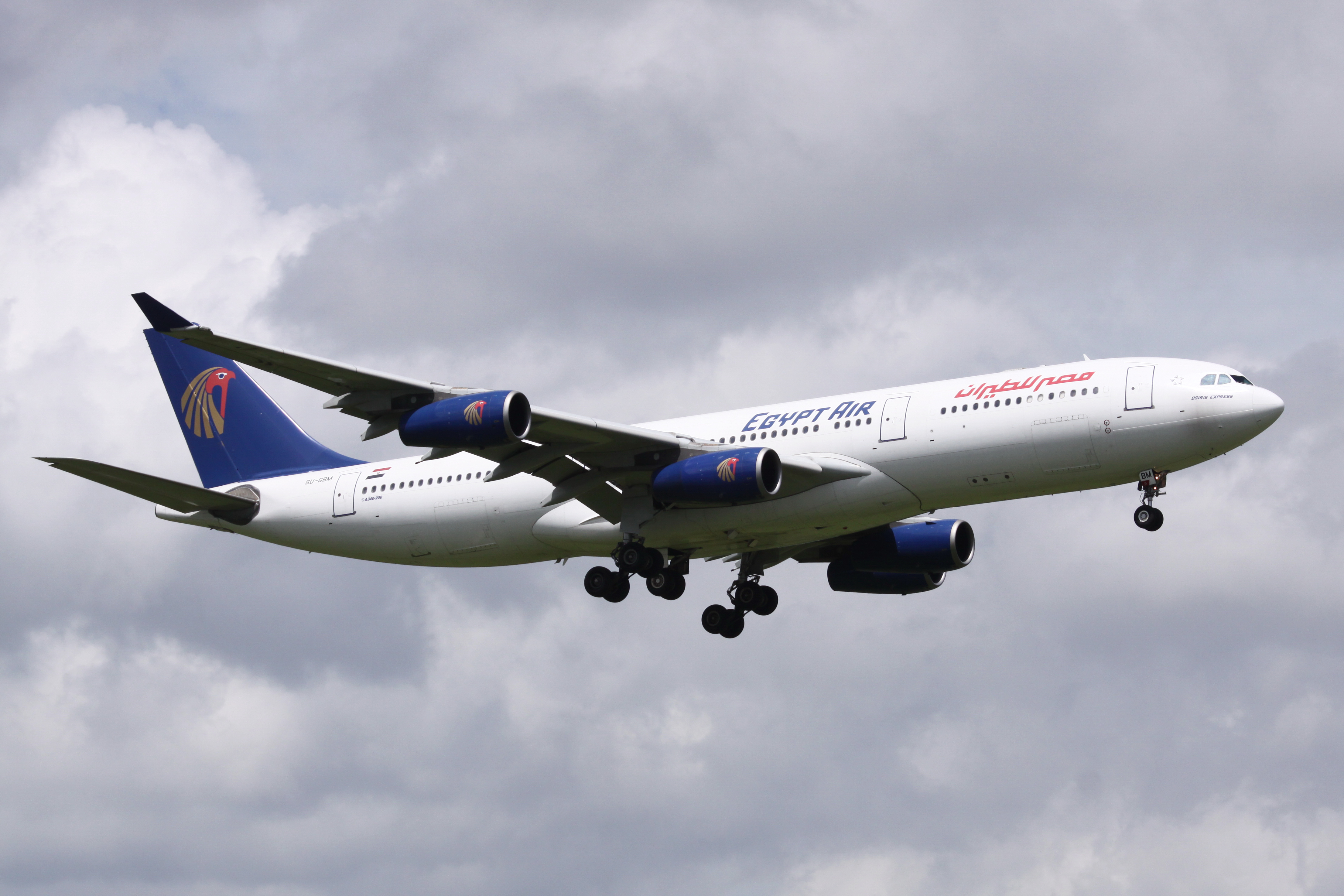
エアバスA340-200
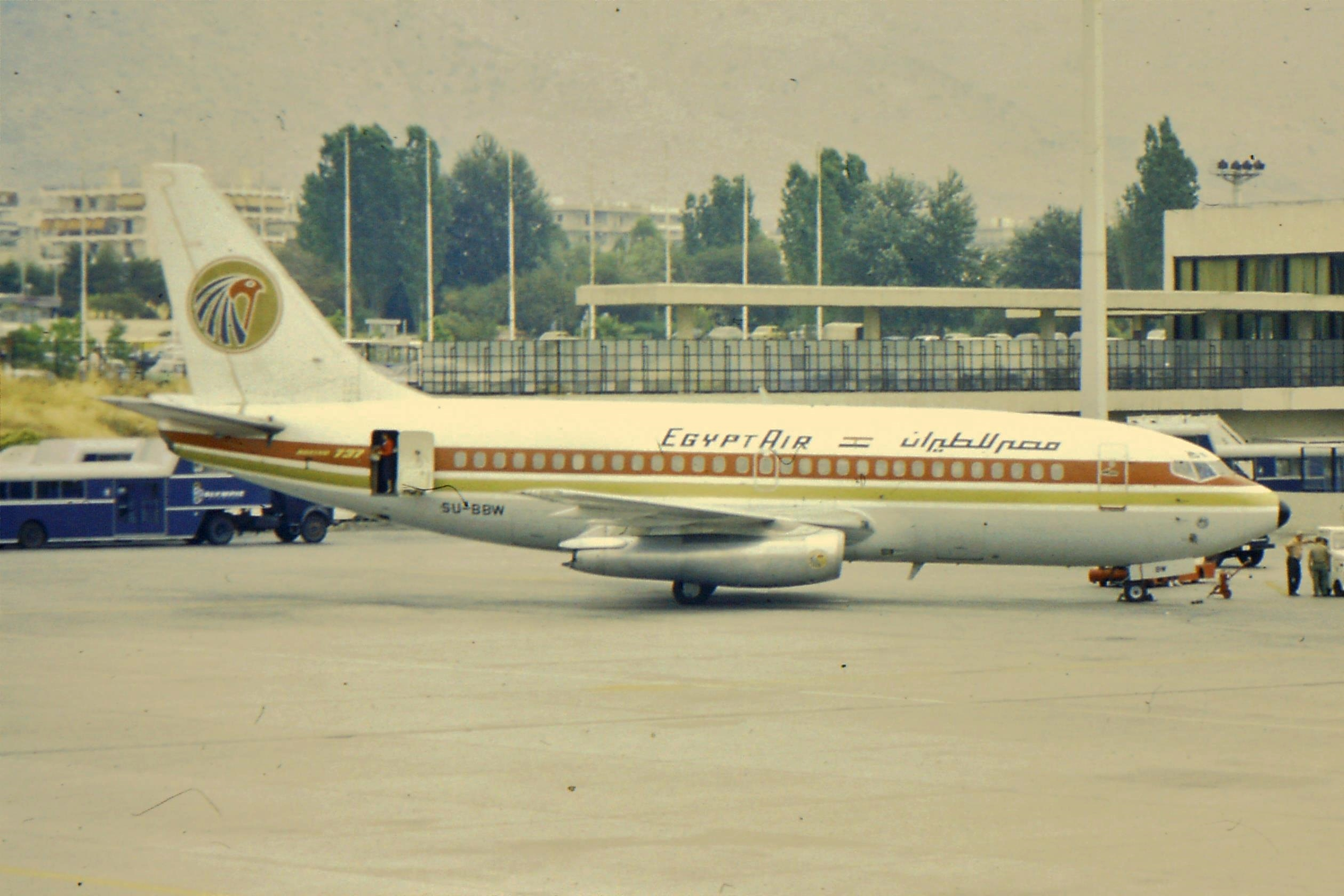
ボーイング737-200
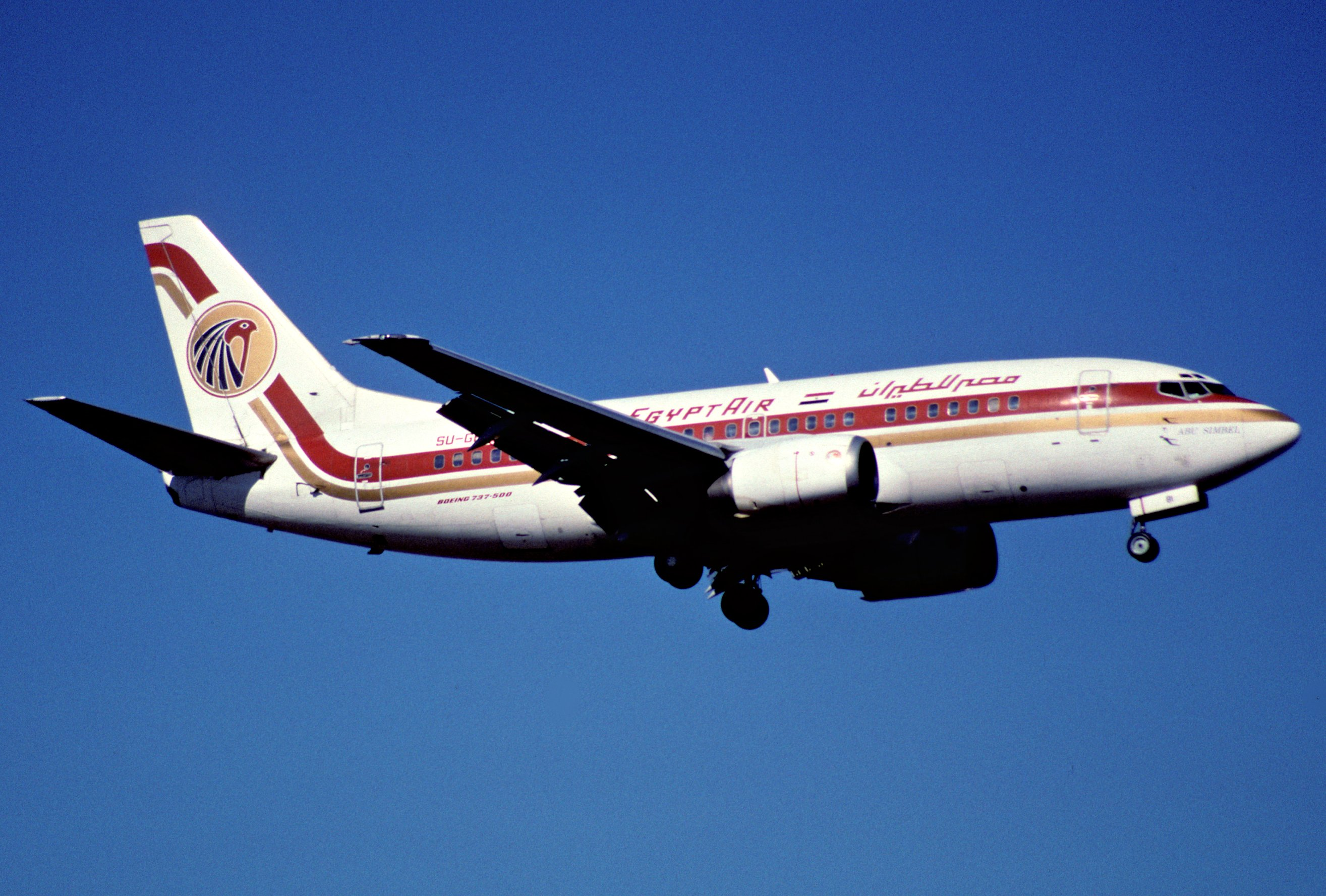
ボーイング737-500
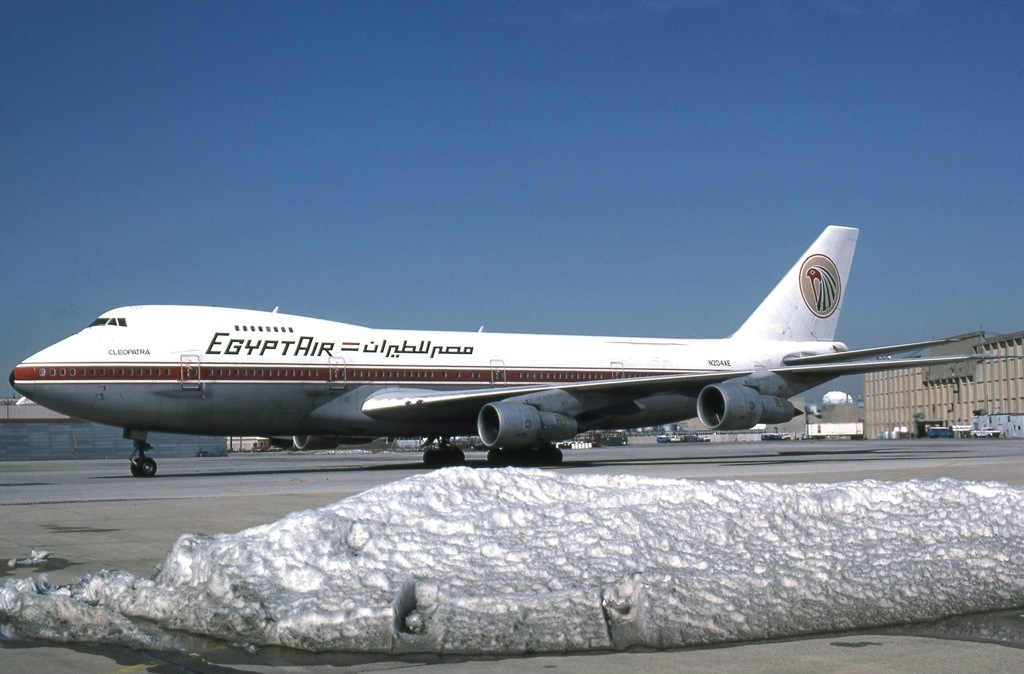
ボーイング747-200M
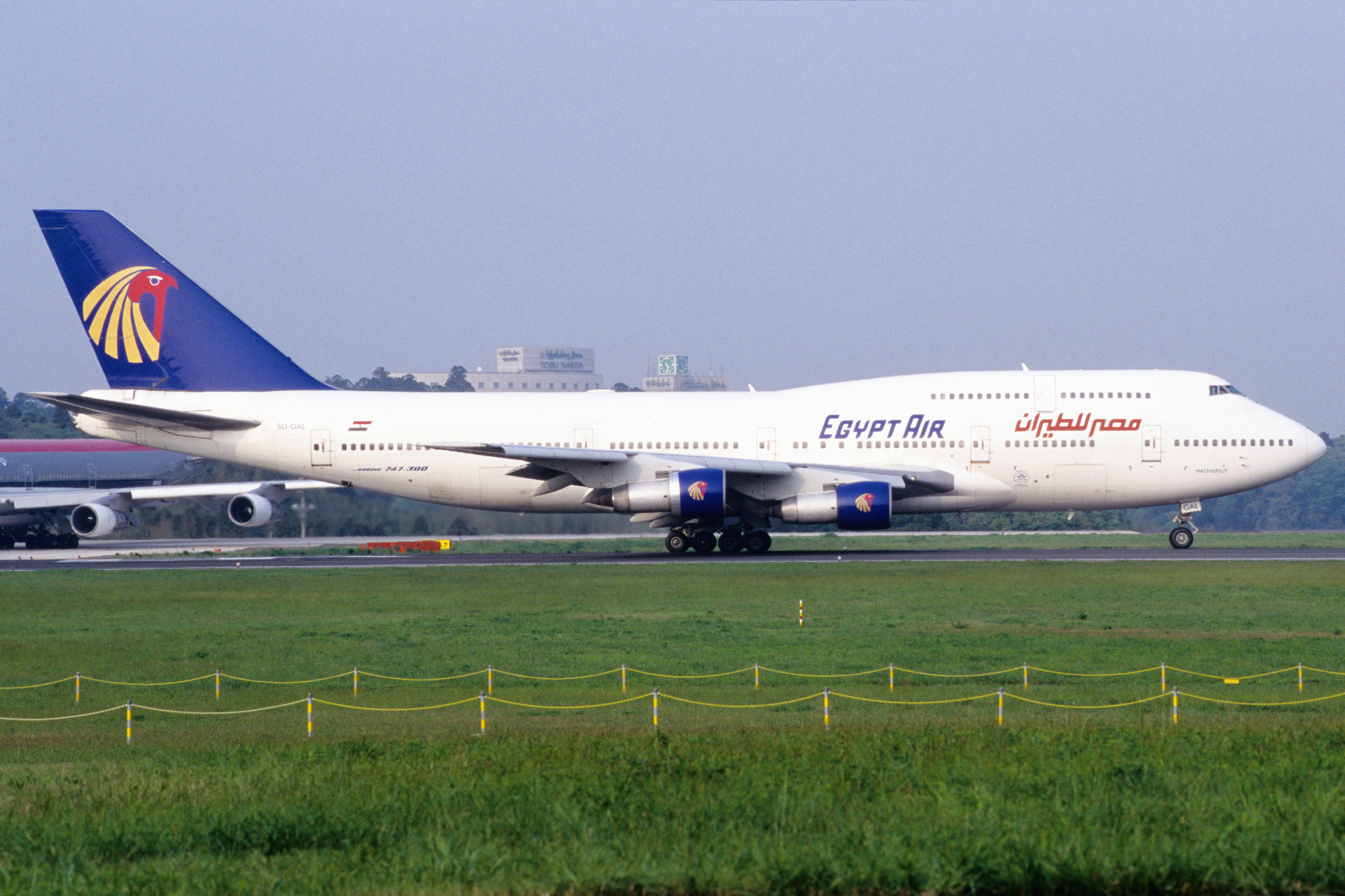
ボーイング747-300M
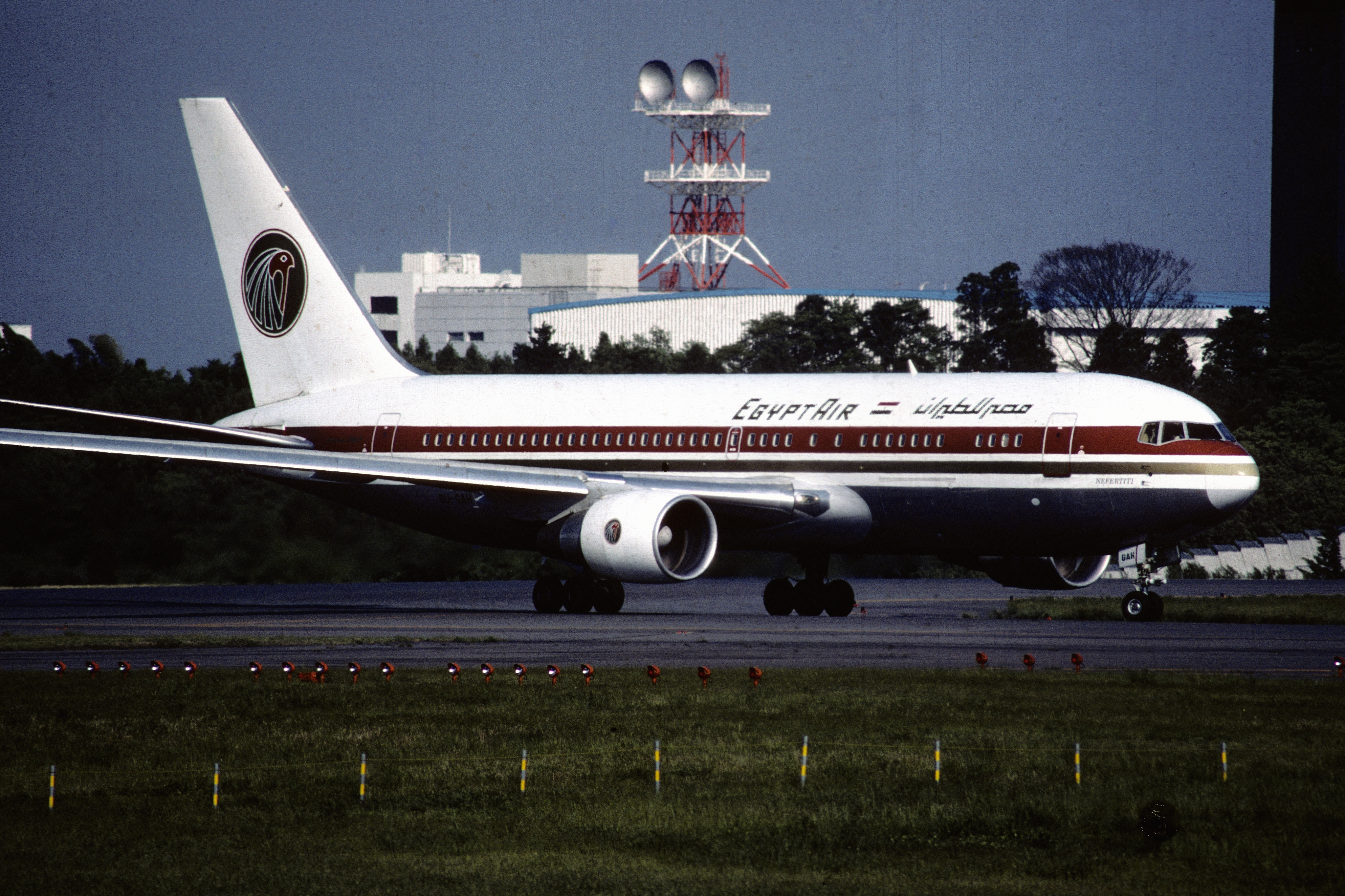
ボーイング767-200ER
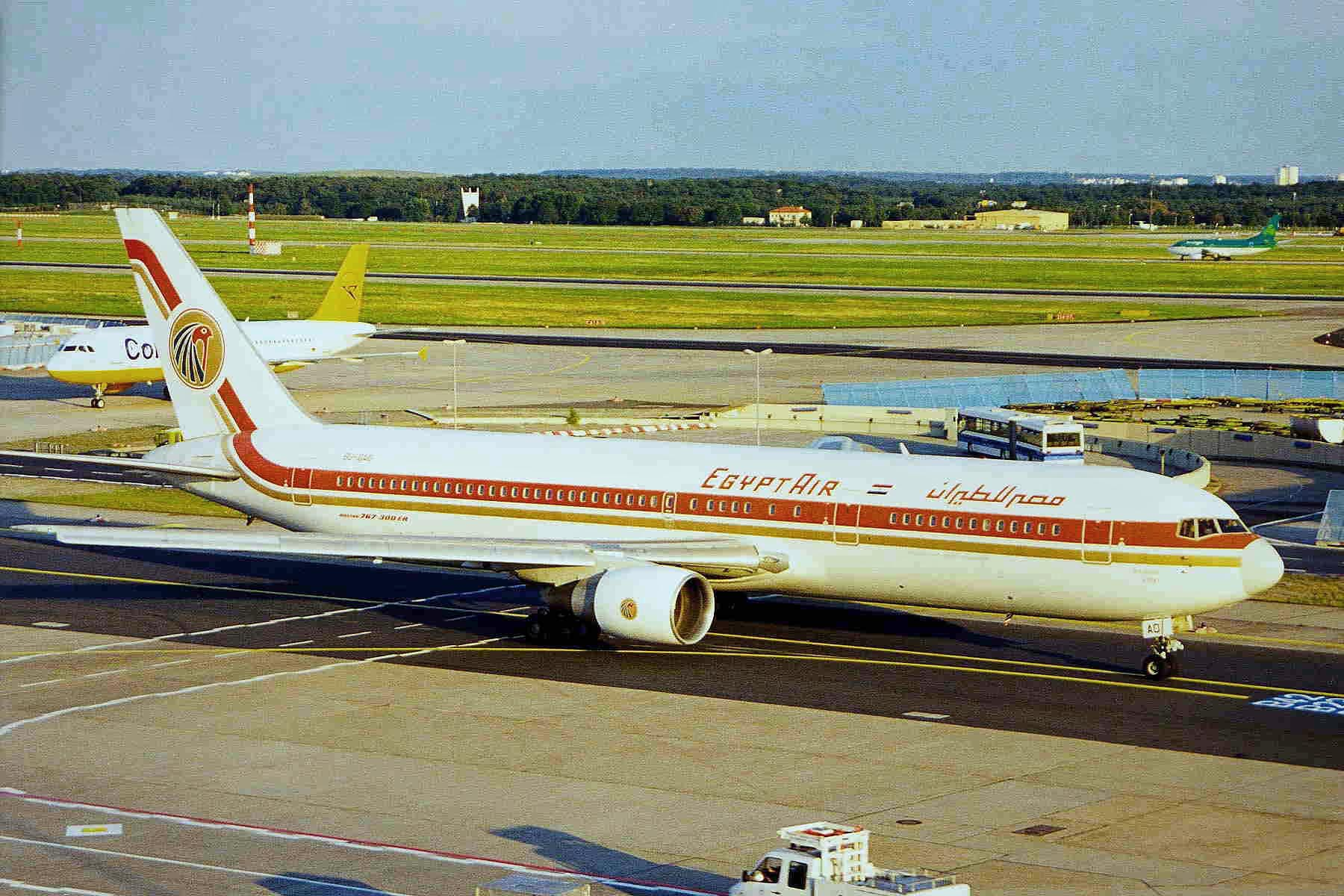
ボーイング767-300ER
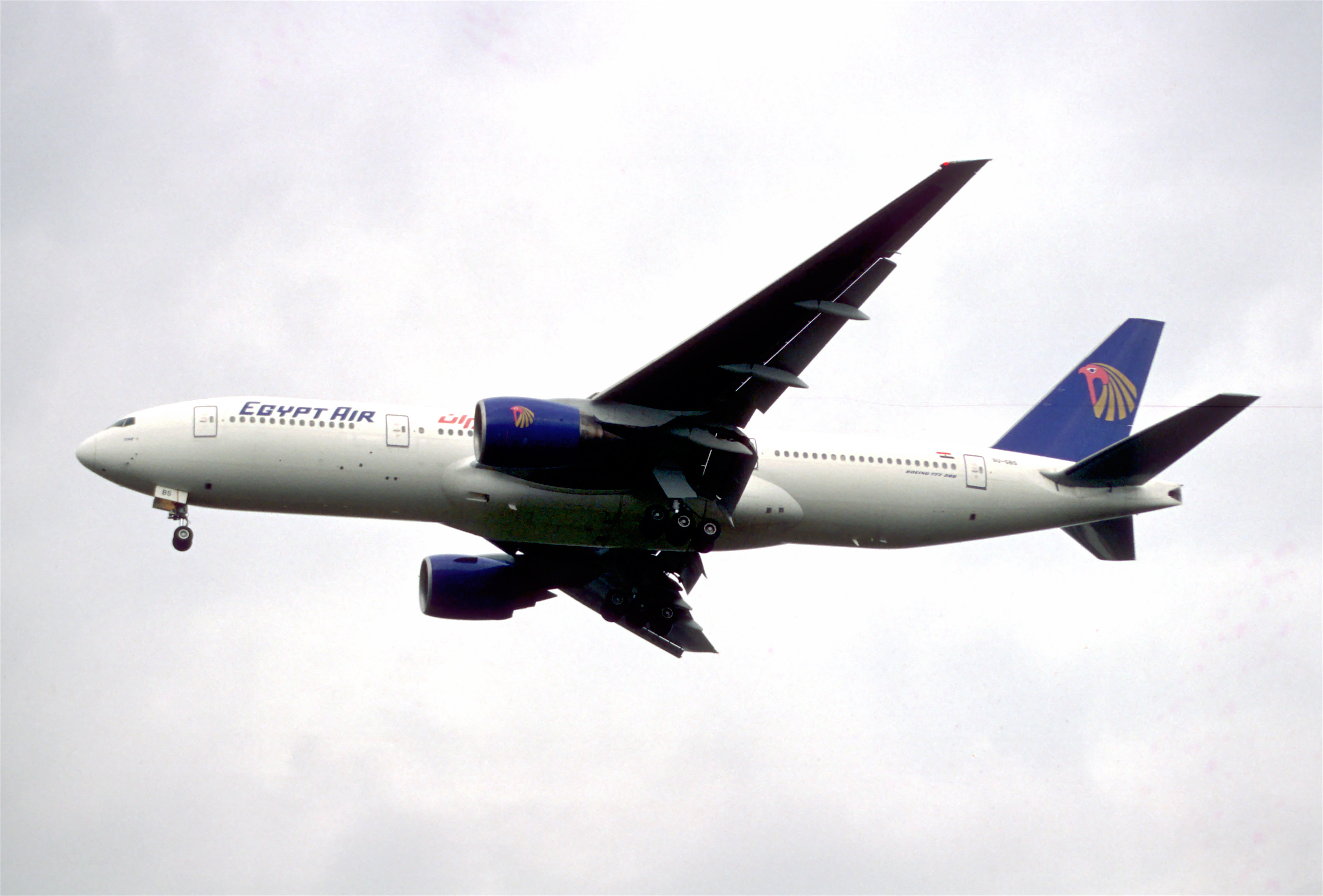
ボーイング777-200ER
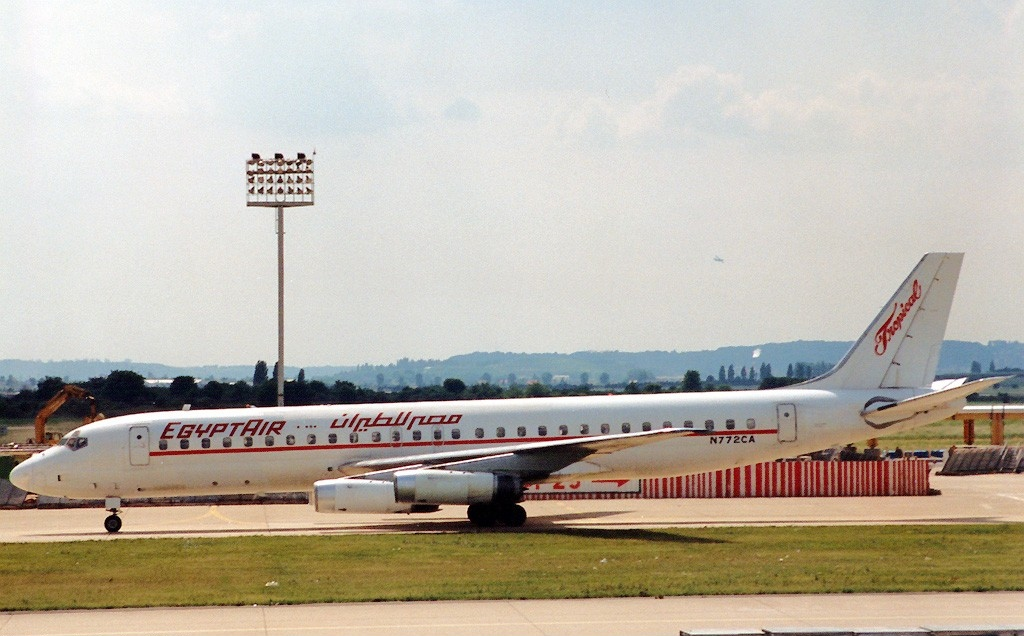
ダグラス DC-8-62
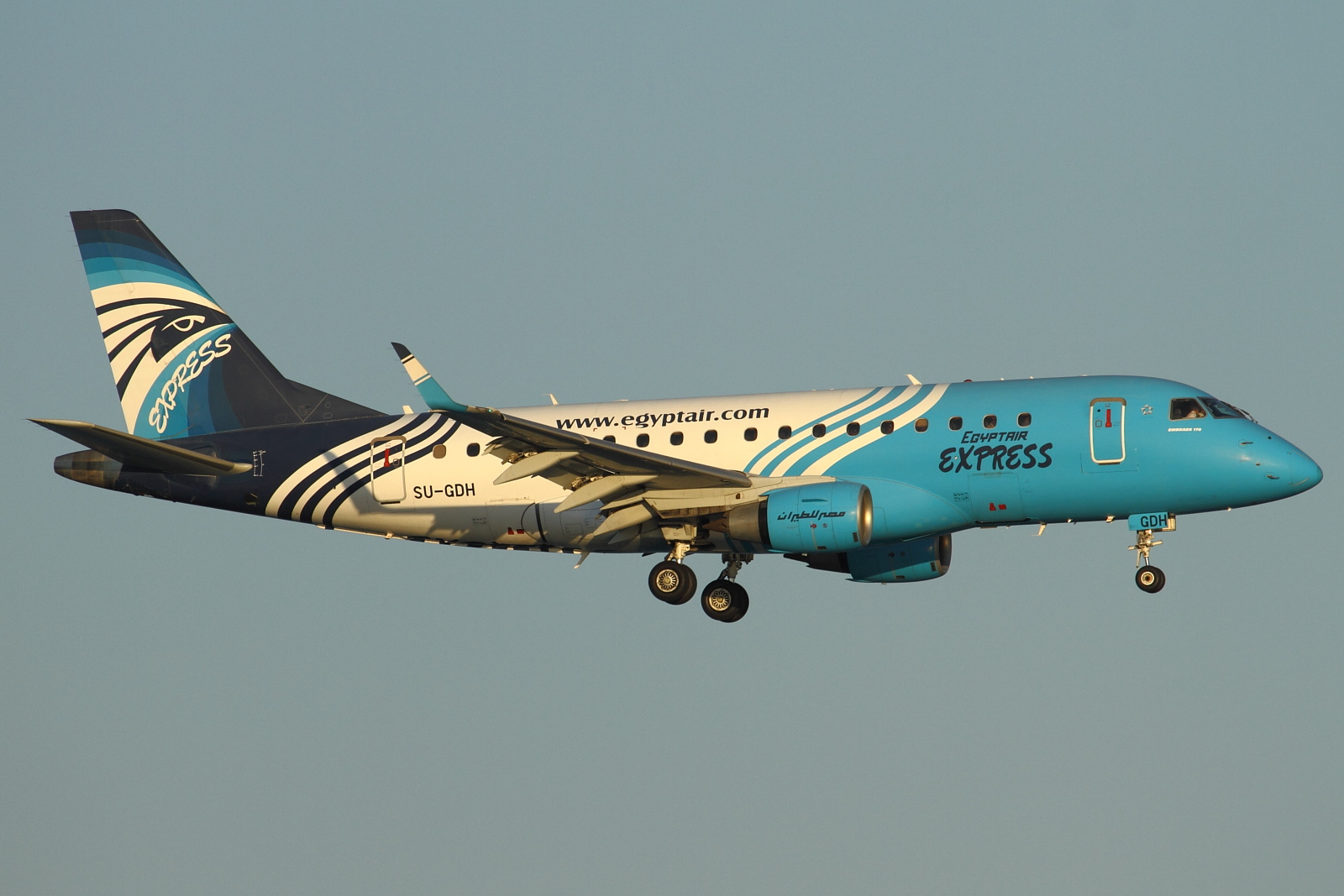
エンブラエル 170
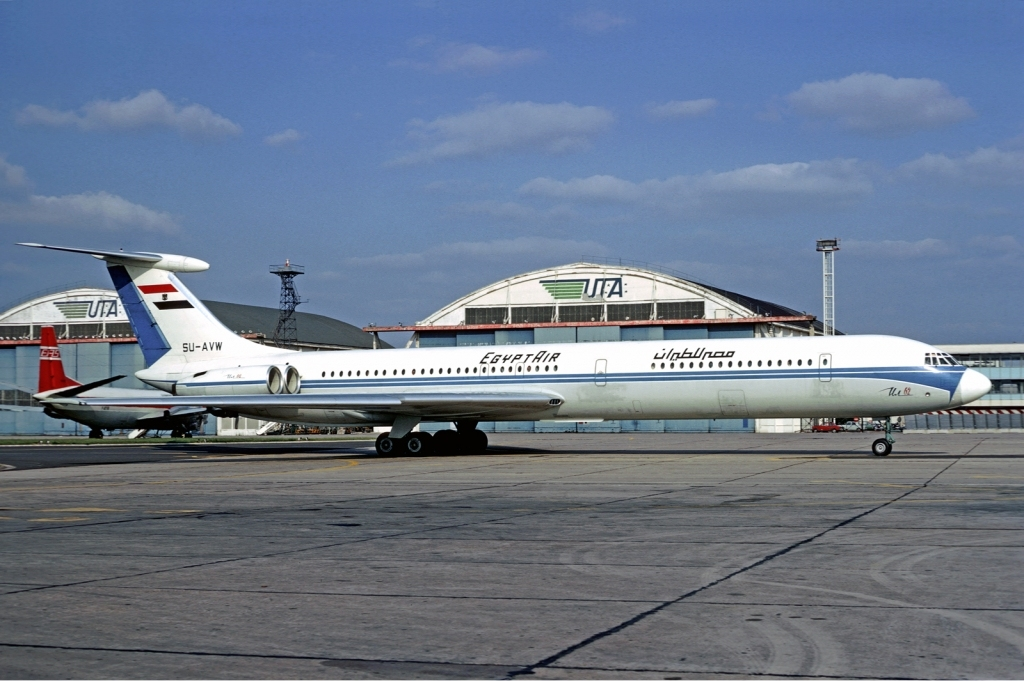
イリューシン Il-62

## 事件・事故
- 1976年12月25日、ローマ発東京行きの南回り欧州便の864便（707-366C/SU-AXA）が、経由地のタイのバンコクへの着陸アプローチ中に滑走路手前の織物工場に墜落した（エジプト航空864便墜落事故）。乗員乗客52人全員と地上の19人が死亡。事故原因はパイロットが航法システムを参考にせずに高度を誤認したまま早く降下したためとされたが、運航会社は管制塔が適切な気象情報を提供しなかったと反論した。
- 1985年11月23～24日、アテネ国際空港からカイロ国際空港に向かっていた648便（ボーイング737–266/SU-AYH）が離陸から10分後に国際テロ組織「アブ・ニダル」の3人にハイジャックされ、当時、アブ・ニダルを支援していたリビアに向かうよう要求した（エジプト航空648便ハイジャック事件）。ハイジャックの目的は、中東問題に対するエジプト政府の姿勢に抗議するためであった。マルタ国際空港に緊急着陸後、エジプトの特殊部隊が貨物室に爆薬を仕掛け爆破し、犯人との銃撃戦の末にハイジャック機を奪還した。しかし、この強行突入策が裏目に出てしまい、多くの乗客が死傷した。最終的に、ハイジャック犯2人を含む60人が死亡。
- 1999年10月31日、ロサンゼルス国際空港からジョン・Ｆ・ケネディ国際空港経由のカイロ国際空港に向かっていた990便（ボーイング767-300ER/SU-GAP/愛称：トトメス3世)がニューヨークを出発後に墜落（エジプト航空990便墜落事故）。副操縦士の自殺が考えられる。

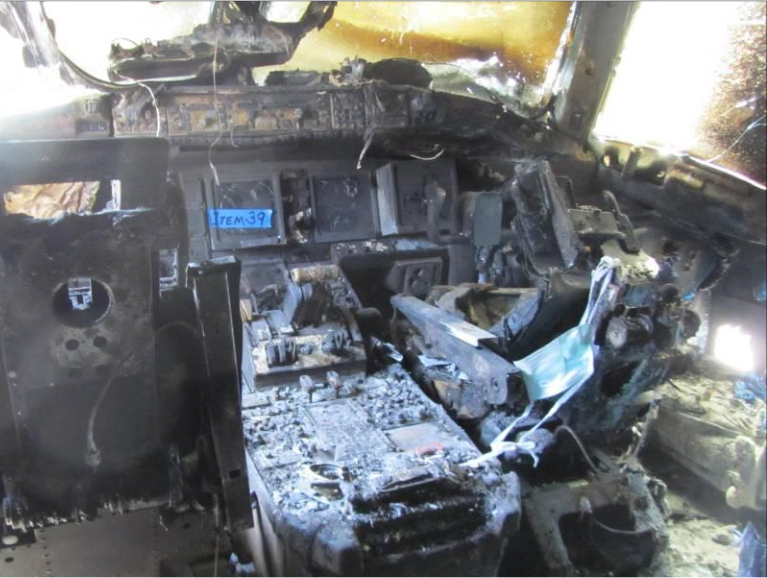
炎上したSU-GBPのコックピット

- 2011年7月29日、カイロ国際空港で出発準備中あった667便（ボーイング777-266ER/SU-GBP/愛称：ネフェルティティ）のコックピットから出火（エジプト航空667便火災事故（英語版））。しかし死傷者はなかった[15]。
- 2016年3月29日、ボルグ・エル・アラブ空港からカイロ国際空港に向かっていた181便（エアバスA320-200/SU-GCB)のが男にハイジャックされ、犯人の要求したキプロスのラルナカ国際空港に着陸したのち、逮捕された（エジプト航空181便ハイジャック事件）[16]。
- 2016年5月19日、パリ＝シャルル・ド・ゴール空港からカイロ国際空港に向かっていた804便（エアバスA320-200/SU-GCC)のが地中海に墜落（エジプト航空804便墜落事故）。乗員乗客66人全員死亡。原因は調査中。